# Гаврилюк Михайло Віталійович
Миха́йло Віта́лійович Гаврилю́к (нар. 15 серпня 1979, с. Ярівка, Хотинський район, Чернівецька область, Українська РСР) — активіст Євромайдану, козак Четвертої сотні Самооборони Майдану. Народний депутат України VIII скликання від партії Народний фронт. Член МДО «Депутатський контроль».
Став відомим у січні 2014 року як "голий козак Гаврилюк" після появи аматорського відео зі знущаннями з нього представників спецпідрозділу «Ягуар».

## Життєпис
На Майдані у Києві відтоді, як дізнався про побиття студентів 30 листопада 2013 року.
Під час війни на сході України займався доставкою гуманітарних вантажів у Донецьку область. Боєць добровольчого батальйону «Золоті Ворота».

## Катування бійцями внутрішніх військ

### Подія
22 січня 2014 року на вулиці Грушевського в Києві бійці спецзагону внутрішніх військ на морозі роздягли Михайла Гаврилюка до шкарпеток і оголеного піддавали тортурам та проводили з ним знущальну фотосесію (цього дня температура в Києві становила -9...-10 °C, швидкість вітру — 4—5 м/сек).

Михайло Гаврилюк серед бійців спецпідрозділу внутрішніх військ, 22 січня

Відео знущань з Гаврилюка оприлюднив капітан міліції Антон Гусєв, який після розголосу залишив службу і втік до Польщі.

### Юридичний аналіз дій
Український правник Микола Сірий у своєму юридичному аналізі дій працівників "Ягуару" 22 січня 2014 року на вулиці Грушевського в Києві щодо Михайла Гаврилюк зазначає, що:
|  | У міжнародному кримінальному праві катуванням визнаються як діяння, спрямовані на спонукання потерпілого або третьої особи до певних активних дій, так і діяння без визначеної мети з довільних причин. Згідно з практикою застосування норм міжнародного кримінального права, вчинення офіційними особами органів правопорядку катування у даній формі із наявністю зазначених ознак стосовно лише до однієї людини підпадає під визначення злочину, на який не поширюється строк давності. |

|  | Офіційними особами правоохоронних органів стосовно до Михайла Гаврилюка вчинено катування, тобто дії, які за міжнародним кримінальним правом вважаються злочином проти людяності. |

### Реакція

#### Іноземних держав
МЗС Франції та Німеччини висловили українським послам різкий осуд дій спецзагону «Ягуар» з роздягненим полоненим на морозі.

#### Церкви
Мужність Михайла Гаврилюка викликала захоплення Патріарха Філарета.

#### Української влади
Міністр МВС В. Захарченко з приводу знущань з Михайла Гаврилюка обмежився вибаченням, а уповноважена з Прав людини Валерія Лутковська «пояснила „Беркуту“, чому такого робити не можна».
За фактом знущань над Михайлом Гаврилюком прокуратура м. Києва відкрила кримінальне провадження за статтею 365 Кримінального Кодексу України (Перевищення влади або службових повноважень).
Водночас у вказаному провадженні досі нема жодного підозрюваного.
Колишній голова київської міліції Віталій Ярема впізнав на відео ще декількох силовиків, за його словами, це підрозділ № 3027 «Омега», розквартирований в Нових Петрівцях (Межигір'я). 2 лютого Олег Ляшко в свою чергу заявив, що цю людину безпосередньо затримували, роздягли та катували на морозі бійці спецпідрозділу МВС № 3028 «Ягуар»: Сергій Хортюк, Максим Костюк, майор Ігор Фірак (різав чуба). Команди бійцям віддавав полковник Олег Миколайович Плахотнюк. При цьому, на відео видно, що на шоломі одного з силовиків — номер частини 228.
Жоден з учасників тортур не покараний.

#### Учасників майдану
На початку лютого 2014 року у Раві-Руській активістами був встановлений білборд із мальованим портретом Михайла Гаврилюка та написом: «Нація існує доти, доки існують ЛЮДИ, готові її захищати. Слава Україні! Героям Слава!».

## Після Майдану
Під час війни на сході України займався доставкою гуманітарних вантажів в Донецьку область. 10 липня в ЗМІ з'явилась інформація, про потрапляння у полон до терористів. Надалі ця інформація була спростована. Командир одного з відділень батальйону патрульної служби міліції особливого призначення «Золоті Ворота». Заявляв про створення Козацького батальйону добровольців Національної гвардії.
10 вересня 2014 на з'їзді партії «Народний фронт» разом із командирами добровольчих батальйонів був включений до Військової ради — спеціального органу, який розроблятиме пропозиції з підвищення обороноздатності України.
26 жовтня 2014 на позачергових виборах до Верховної Ради України був обраний народним депутатом по одномандатному виборчому окрузі № 95 (місто Ірпінь та частина Києво-Святошинського району), де був висунутий партією «Народний фронт». Гаврилюк здобув 19,43 % голосів. У 2015 р. М. Гаврилюк виступив ініціатором законопроєкту, що міг би врятувати від занепаду Будинок творчості композиторів «Ворзель», цей законопроєкт пройшов розгляд у комітетах, проте з невідомих причин так і не був поставлений на голосування
У травні 2015 року під час інтерв'ю з журналісткою каналу «Інтер» начебто висловився за легалізацію проституції і сказав, що готовий підтримати такий законопроєкт, оскільки це лише поповнятиме бюджет країни. Сам Гаврилюк цю інформацію спростував.

## Особисте життя
Має сина Максима.
22 травня 2016 року уклав шлюб з 22-річною студенткою одного з київських вишів Яриною, уродженкою Коломиї, з якою познайомився на київському Майдані під час Революції гідності. Того ж року у подружжя народилася донька.